# Mästerman
Mästerman kan även vara en benämning på en skarprättare
Mästerman är en svensk stumfilm från 1920 i regi av Victor Sjöström.

## Om filmen
Filmen premiärvisades 11 oktober 1920. Inspelningen av filmen utfördes i Filmstaden Råsunda med exteriörer från Öregrund Vallentuna och Gävle av J. Julius. Filmen försågs med handtextade texter och tecknade vinjetter, utförda av konstnären Arthur Sjögren. 

## Roller i urval
- Victor Sjöström - mäster Sammel Eneman, pantlånare
- Concordia Selander - Mutter Boman, krogmadam på värdshuset Goda Hoppsudden
- Greta Almroth - Tora, hennes dotter
- Harald Schwenzen - Knut, sjöman, Toras fästman
- Tor Weijden - sjöman
- Torsten Hillberg - sjöman
- Olof Ås - sjöman
- Simon Lindstrand - värd på krogen Cap Devil
- Axel Lagerberg - skepparen
- Emmy Albiin - fattig gumma hos Mästerman
- Linnéa Hillberg - pantlånekund
- Hjalmar Selander - prosten
- Georg Blomstedt - klockaren
- Gösta Gustafson - kyrkvärden
- John Ekman - en buse på Cap Devil